# Смит, Джон (философ)
Джон Смит (англ. John Smith; 1618, Ачерч, Нортгемптоншир — 7 августа 1652, Кембридж) — английский философ, теолог и просветитель.
Смит обучался в Колледже Эммануэль Кембриджского университета, в 1636 году стал бакалавром, а в 1640 году—  магистром. Был избран членом совета Королевского колледжа. Постепенно Джон Смит стал ощущать первые проблемы со здоровьем. Несмотря на то, что его работа преимущественно ограничивалась кабинетом, получил признание как выдающийся учитель. Проповеди Смита отличались редким красноречием, которое можно оценить в Избранных рассуждениях (англ. Select Discourses; 1660). В этой работе он описывает несколько метафизических и эпистемологических проблем вокруг христианства: существование Бога, вечная жизнь и рациональность. Он приобрёл местную славу лектора по математике. Обладал личными качествами, которые восхищали его коллег. Как «основатель» так называемых Кембриджских неоплатоников, он преследовал цели развития философии христианства в более рациональном и открытом для науки русле, направленном к практическим устремлениям духовной жизни.